# Bahnhof Wiedenest
Der Bahnhof Wiedenest war ein Bahnhof an der Bahnstrecke Siegburg–Olpe. Bis 1907 hieß der Bahnhof Bruchhausen. 
Der Bahnhof und die angeschlossene Bahnstrecke ermöglichten dem vorher sehr abgelegenen Ort Wiedenest und dem umgebenden Dörspetal zwischen Bergneustadt und Olpe Anfang des 20. Jahrhunderts die Industrialisierung und den damit verbundenen wirtschaftlichen Aufschwung.
Zudem hatte der Bahnhof Bedeutung als Betriebsstelle für die Aufteilung von Zügen, um längere Züge über die starke Steigung Richtung Olpe zu fahren.
1979 wurde der Personenverkehr zwischen Gummersbach-Dieringhausen und Olpe eingestellt. Danach gab es in Wiedenest noch bis 1988 Güterverkehr.

## Geschichte

Der erste Personenzug von Olpe nach Siegburg im Bahnhof Bruchhausen/Wiedenest, 1903

Als es die Bahnstrecke noch nicht gab, lagen Wiedenest und das gesamte Dörspetal weit weg von den großen Verkehrslinien. Die nächsten Strecken näherten sich nur langsam dem Dörspetal, so die Biggetalbahn im für die damaligen Verhältnisse noch weit entfernten Olpe ab 1875, im noch weiter entfernten Ründeroth ab 1884. 1887 wurde die Bahn von Ründeroth nach Derschlag weitergebaut. 1896 folgte die Verlängerung nach Bergneustadt, 1903 nach Olpe. 
Der Bahnhof wurde am 1. September 1903 eröffnet und hatte anfangs noch den Namen Bruchhausen. Zu dieser Zeit betrug die Fahrzeit der Bahn nach Köln noch viereinhalb Stunden, da der Umweg über Siegburg genommen werden musste. Die Empfangsgebäude von Wiedenest, Hützemert und Eichen waren in ihrer Bauform gleich. Der Keller wurde aus Bruchsteinen, die Gebäude oberhalb in Fachwerkbauweise errichtet und bis auf die Güterschuppen verschiefert. Das Gebäude bestand aus einem Dienstraum, zwei Warteräumen und der Dienstwohnung im Obergeschoss. Dazu gab es einen angebauten Güterschuppen. Der Bahnhof war viergleisig und hatte anfangs noch keine Signale. Ein Stellwerk war ebenfalls noch nicht vorhanden. 1906 wurden verschiedene kleine Dörfer wie Bruchhausen zum Dorf „Wiedenest“ zusammengefasst, der Bahnhof wurde 1907 umbenannt.
In den ersten Jahren war das Güteraufkommen eher gering, da Wiedenest noch kein Industriestandort war. Größter Kunde im Güterverkehr und wichtig für die Bevölkerung war anfangs die bäuerliche Genossenschaft. Später kamen große Tonnagen an Fischtransporten hinzu, die ein hier mit vielen Teichen ansässiger Unternehmer verschickte, dazu gab es noch Verschickung von Landwirtschaftsprodukten und Steinen aus den Steinbrüchen der Umgebung.
Als das Güterverkehrsaufkommen nach Eröffnung der Direktverbindung nach Köln stieg, bekam der Bahnhof 1914 ein weiteres Gleis.
Während seiner gesamten Betriebszeit kam ihm eine besondere Rolle zu: er war der Ort, an dem Züge geteilt wurden, um sie über die Steigung Richtung Olpe zu bringen. Besonders oft passierte das in der Zeit der Ruhrbesetzung durch die Franzosen bis 1923, als viele Kohlezüge wegen der Blockade der Nordstrecken nach Osten umgeleitet wurden. In den 1920er-Jahren wurde auch im Bahnhof Wiedenest angebaut, bevor die Weltwirtschaftskrise einsetzte. Dessen ungeachtet stieg das Güteraufkommen auf der Strecke.
Im Zweiten Weltkrieg wurde die Nachrichtenmeisterei aus Köln provisorisch hierhin verlegt, um sie vor Bombenangriffen zu schützen. Auch die Werkfeuerwehr des recht weit entfernten Reichsbahnausbesserungswerkes in Opladen war hier übergangsweise stationiert. Der Bahnhof Wiedenest wurde trotzdem von Fliegerangriffen beschädigt, wenn auch nicht so schwer wie die Bahnhöfe Olpe und Dieringhausen.
In Wiedenest befand sich ab 1947 an der östlichen Ausfahrt der Anschluss der Firma Schriever & Hähner.
1973 wurde der Bahnhof zum Haltepunkt, das marode Empfangsgebäude brannte die Feuerwehr danach im Rahmen einer offiziellen Übung kontrolliert ab.
1985 wurde zwischen Bergneustadt und Wiedenest der Güterverkehr eingestellt. 1988 führte ein Dammrutsch bei unsachgemäßen Bauarbeiten hinter Wiedenest schließlich am 27. Mai 1989 auch zur Stilllegung Richtung Olpe. Eine Behebung des Schadens erfolgte trotz vorhandener Versicherung und berechtigter Schadenersatzansprüche durch Desinteresse der Bahn nicht, stattdessen wurde die Strecke einfach gesperrt.
2010 war noch ein Lagerschuppen vorhanden und sowohl der Haus- als auch der Mittelbahnsteig erkennbar.